# レチクル座アルファ星
レチクル座α星 (レチクルざアルファせい、α Reticuli / α Ret) は、レチクル座で最も明るい恒星で3等星。

## 二重星
この星は二重星であり、α星Bは、同じ固有運動を持つため、少なくとも公転周期6万年の連星系であると推測される。